# Wanfrieder Werrahöhen
Die Wanfrieder Werrahöhen sind ein kleiner, an der Keudelskuppe 485 m hoher Höhenzug in den Landkreisen Werra-Meißner, Unstrut-Hainich und Eichsfeld im Grenzbereich von Hessen und Thüringen (Deutschland).
Der Name wurde erst 1969 im Blatt Kassel des Handbuchs der naturräumlichen Gliederung Deutschlands eingeführt und bezeichnet dort einen Naturraum. Namentlich bekannter sind die Bergnamen Keudelskuppe und Plesse sowie Karnberg als Bezeichnung für den orographisch abgetrennten südlichen Höhenzug.

## Geographische Lage
Die sich östlich der Werra in Fom eines sich nach Westen öffnenden Trichters um den Lauf des in Wanfried mündenden Gatterbachs ziehende Bergkette ist in Nordnordwest-Südsüdost-Richtung etwa 10 km lang und im Norden 2 km, im Süden bis zu 4 km breit. Sie wird orographisch eingegrenzt von der Werra im Westen, der Frieda im Norden, dem Rosebach im Nordosten und dem Heldrabach (Haselbach) im Süden und Südosten. Die namensgebende Stadt Wanfried liegt unmittelbar am westlichen Rand, Treffurt im Süden.
Der naturräumlichen Grenzziehung nach werden auch das Haselbachtal und der Berg Adolfsburg nördlich Treffurts hinzu gerechnet, der orographisch einen westlichen Sporn der Falkener Platte darstellt. Hierdurch hat der Naturraum auch Anteil am Wartburgkreis.
Die nächstgelegenen größeren Städte sind Eschwege knapp 10 km westlich des Nordteils und Mühlhausen ca. 14 km östlich des Ostrandes. Die beiden Orte werden über die B 249 verbunden, die vom Werratal aus das Gatterbachtal bachaufwärts passiert und den Höhenzug mittig in West-Ost-Richtung kreuzt.
Über die gesamte Höhenlage verlief einst die Innerdeutsche Grenze.

## Naturräumliche Zuordnung
Die Wanfrieder Werrahöhen werden naturräumlich nach Blatt Kassel wie folgt zugeordnet:
- (zu 483 Ringgau–Hainich–Obereichsfeld–Dün–Hainleite)
  - 483.2 Westliches Obereichsfeld
    - 483.22 Wanfrieder Werrahöhen

Da sie durch das Obere Friedatalgebiet jedoch vom Kern-Plateau der Haupteinheit 483 abgetrennt sind und überdies unmittelbar die Werra unterhalb Treffurts begleiten, werden sie, u. a. vom BfN, auch dem Unteren Werrabergland zugerechnet.
Die Wanfrieder Werrahöhen grenzen im Westen an das Treffurt-Wanfrieder Werratal, im Nordwesten an die Rosoppe-Frieda-Bucht, im Nordosten an das Obere Friedatalgebiet und im Südosten an die Falkener Platte.

## Geologie
Die Wanfrieder Werrahöhen bilden geologisch ein Übergangsgebiet zwischen den mächtigen Muschelkalk-Plateaus von (Kern-)Obereichsfeld, Hainich und Falkener Platte zum geologisch vielschichtigen und reliefreichen Unteren Werrabergland, das die Muschelkalkplatten gegen den Buntsandstein des Fulda-Werra-Berglandes im Westen puffert. Dabei haben sie, wenngleich schwächer ausgeprägt als bei der nordwestlich unweiten Gobert, den Charakter von Zeugenbergen der Nordwestlichen Randplatte des Thüringer Beckens, von deren Kernlandschaft sie das Obere Friedatalgebiet an der Eichenberg–Gotha–Saalfelder Störungszone separiert.
Der Abfall zu den Nebentälern der Werra bzw. zur Werra selber erfolgt in einer schroffen Schichtstufe. Geologisch interessant sind die durch einen Felssturz entstandene Plesse-Felswand und der Wasserfall im Elfengrund.
Nach Nordwesten erfolgt der Übergang zum Buntsandstein der Rosoppe-Frieda-Bucht eher sanft. Am Hülfensberg, der dort die Kammlinie von Plesse und Keudelskuppe verlängert, steht auch wieder inselartig Muschelkalk an.

## Berge
Die Wanfrieder Werrahöhen gliedern sich durch den kleinen Werrazufluss Gatterbach in 2 Teile:
- den nördlich gelegenen Höhenrücken der Plesse
  - Keudelskuppe (484,7 m), Landkreis Eichsfeld, westlich von Hildebrandshausen
  - Plesse (479,5 m), Werra-Meißner-Kreis, östlich von Wanfried (mit dem Plesseturm)
  - Konstein (455,2 m), Werra-Meißner-Kreis, östlich von Wanfried
  - der sich weiter nordwestlich anschließende Hülfensberg (448,2 m) gehört bereits zur Rosoppe-Frieda-Bucht
  - ebenso der Eichenberg (am Südgipfel noch 300 m), der unmittelbar in die Friedamündung herein ragt
- das südlich gelegene Bergplateau des Karnberges
  - Auf der Delle (461,0 m), Unstrut-Hainich-Kreis, westlich von Katharinenberg
  - Karnberg (ca. 450 m), im Grenzbereich der Landkreise Werra-Meißner und Unstrut-Hainich, südöstlich von Wanfried
  - Muhlienberg (447,4 m), Werra-Meißner-Kreis, nördlich von Altenburschla
  - Mainzer Köpfe (ca. 440 m), Werra-Meißner-Kreis, Süden östlich Altenburschlas
  - Fritzkopf (411, m), Unstrut-Hainich-Kreis, westlich von Wendehausen

Südlich des Heldrabach-Unterlaufes wird auch der schmale Rücken der Adolfsburg (378,7 m), Wartburgkreis, noch zum Naturraum gezählt.

## Natur und Landschaftsbild
In den Kammlagen und an den steilen West- und Südhängen dominiert Rotbuchenwald, während der Nordosten des Karnberg-Plateaus gerodet ist. Nach Süden wird dieses durch mehrere Zuflüsse zum Haselbach (auch Heldrabach) stark gegliedert und gehört bereits zum Treffurter Stadtwald.

## Schutzgebiete
Das Gebiet der Wanfrieder Werrahöhen gehört aufgrund der vielfältigen Flora und Fauna zu mehreren Schutzgebieten – darunter ein geplantes und ein bestehendes Naturschutzgebiet – deren Ausweisungen sich auf je eines der beiden Bundesländer beschränken: 
- Hessen
  - FFH-Gebiet Plesse-Konstein-Karnberg (562 ha)
    - NSG Plesse-Konstein (198 ha, Erstausweisung 1960)
    - Vogelschutzgebiet Felsklippen im Werra-Meißner-Kreis (kleinerer Anteil von 464 ha – der größere Teil liegt in der Gobert)
    - (Abdachung zur Werra komplett im FFH-Gebiet Werra- und Wehrertal)
- Thüringen
  - (seit 2009 komplett im LSG Eichsfeld)
    - NSG Keudelskuppe–Wacholderberg (149 ha, geplant)
    - FFH-Gebiet Treffurter Stadtwald nördlich von Treffurt (352 ha)
    - FFH-Gebiet Adolfsburg–Bornberg–Sülzenberg (148 ha; orographisch komplett und naturräumlich mit der Osthälfte bereits Falkener Platte)

Das Naturschutzprojekt „Grünes Band Eichsfeld-Werratal“ führt die Höhen als Muschelkalkhöhen östlich von Wanfried als eigenes Projektgebiet.

## Geschichte
Infolge der Innerdeutschen Teilung nach 1945 sind im Bereich der Wanfrieder Werrahöhen auf thüringischer Seite zunächst zahlreiche Güter enteignet und dann im Rahmen der Grenzsicherung abgerissen worden – so das ehemalige Rittergut Keudelstein sowie die Vorwerke Scharfloh und Karnberg.

Dies trifft ebenfalls auf die ehemalige Bahnstrecke Mühlhausen–Treffurt zu, die südlich des Karnberges die Grenze zweimal passieren musste.
Von den ehemaligen Grenzanlagen sind noch der Grenzturm Katharinenberg als Mahnmal und eine Agentenschleuse zu besichtigen.